# Giovinezza (hymne fasciste)
Pour les articles homonymes, voir Giovinezza.
Giovinezza ([dʒoviˈnettsa] ; « Jeunesse » en italien) est un hymne composé en 1909 par le compositeur Giuseppe Blanc sur un texte de Nino Oxilia pour la Goliardia, société festive et carnavalesque étudiante de Turin : Il Commiato (« Les Adieux »), appelé couramment d'après son refrain Giovinezza.
Sur de nouvelles paroles de Salvator Gotta, il devient de 1924 à 1943 l’hymne officiel du Parti national fasciste italien et de l’armée italienne ainsi que l’hymne national non officiel de l'Italie, aux côtés de la Marcia Reale d’Ordinanza.

## Paroles

### Version de 1922
Su, compagni in forti schiere,

marciam verso l'avvenire.

Siam falangi audaci e fiere,

pronte a osare, pronte a ardire.

Trionfi alfine l'ideale

per cui tanto combattemmo:

fratellanza nazionale

d'italiana civiltà.

Ritornello:

Giovinezza, giovinezza,

primavera di bellezza,

nel fascismo è la salvezza

della nostra libertà.

Non più ignava nè avvilita

resti ancor la nostra gente,

si ridesti a nuova vita

di splendore più possente.

Su, leviamo alta la face

che c'illumini il cammino,

nel lavoro e nella pace

sia la verà libertà.

Ritornello

Nelle veglie di trincea

cupo vento di mitraglia

ci ravvolse alla bandiera

che agitammo alla battaglia.

Vittoriosa al nuovo sole

stretti a lei dobbiam lottare,

è l'Italia che lo vuole,

per l'Italia vincerem.

Ritornello

Sorgi alfin lavoratore.

Giunto è il dì della riscossa.

Ti frodarono il sudore

con l'appello alla sommossa.

Giù le bende ai traditori

che ti strinsero a catena;

alla gogna gl'impostori

delle asiatiche virtù.

Ritornello

### Version de 1924
On y retrouve le titre usuel et le refrain de la chanson étudiante originale, sans contenu politique particulier, récupérés par les fascistes :
Salve o popolo di eroi,

salve o Patria immortale,

son rinati i figli tuoi

con la fe' nell'ideale.

Il valor dei tuoi guerrieri,

la virtù dei pionieri,

la vision dell'Alighieri,

oggi brilla in tutti i cuor.

Giovinezza, Giovinezza,

Primavera di bellezza,

della vita nell'asprezza

il tuo canto squilla e va!

E per Benito Mussolini,

Eja eja alalà!

E per la nostra Patria bella,

Eja eja alalà!

Nell'Italia nei confini,

son rifatti gli Italiani,

li ha rifatti Mussolini

per la guerra di domani.

Per la gloria del lavoro,

per la pace e per l'alloro,

per la gogna di coloro

che la Patria rinnegar.

I poeti e gli artigiani,

i signori e i contadini,

con orgoglio d'Italiani

giuran fede a Mussolini.

Non v'è povero quartiere,

che non mandi le sue schiere,

che non spieghi le bandiere

del Fascismo redentor.

### Crédits de traduction
- (it) Cet article est partiellement ou en totalité issu de l’article de Wikipédia en italien intitulé « Giovinezza (inno) » (voir la liste des auteurs).